# Märkisches Stipendium für Bildende Kunst
Das Märkische Stipendium für Bildende Kunst wird von der Märkischen Kulturkonferenz e.V. vergeben. Zur Vergabe des mit 12.000 € dotierten Stipendiums werden die nach öffentlicher Ausschreibung eingereichten Werke von einer Fachjury begutachtet und in der Städtischen Galerie Iserlohn ausgestellt. Bei der Entscheidung über die Vergabe des Stipendiums wird das Publikum mit einer Stimme zusätzlich zu den Stimmen der Mitglieder der Jury berücksichtigt.

## Stipendiaten
- 1978/79 Nikolaus Gerhart
- 1979/80 Peter Freese
- 1980/81 Jürgen Palmtag
- 1982 Marin Kasimir
- 1983 Wolfgang Gießler
- 1984 Rolf Nickel
- 1985 Erwin Herbst
- 1986 Gerhard Scharnhorst
- 1987 Günther Zins
- 1988 Hannes Forster
- 1989 Willi Otremba
- 1990 Nanne Meyer
- 1991 Gisela Kleinlein
- 1992 Rosa M. Heßling
- 1993 Dorothea Schulz
- 1994 Jochem Ahmann
- 1995 Edgar A. Eubel
- 1996 Martin Steiner
- 1997 Andreas M. Kaufmann
- 1998 Dirk Hupe
- 1999 Friederike van Duiven
- 2000 Dagmar Nicolas
- 2001 Tom Groll
- 2002 Judith Samen
- 2003 Jongsuk Yoon
- 2004 Christoph Worringer
- 2005 Martin Dörbaum
- 2006 Nandor Angstenberger
- 2007 Anja Jensen
- 2008 Markus Bläser
- 2009 Christian Pilz
- 2010 Petra Lottje
- 2011 Anna Mirbach
- 2012 Annabelle Fürstenau
- 2013 Johannes Amadeus Kithil
- 2014 Ilona Kohut (Zeichnung)
- 2015 Lukas Schmenger / Anne Duk Hee Jordan (Plastik)
- 2016 Alex Grein (Fotografie)
- 2017 Heehyun Jeong (Malerei)
- 2018 Lisa Götze
- 2019 Marina Bochert[1]
- 2020 Linda Lebeck
- 2021 Oyusuvd Undur-Orgil (Malerei)
- 2022  Ines Spanier
- 2023 Justyna Janetzek